# デニス・オヘア
デニス・オヘア（Denis O'Hare, 1962年1月16日 - ）は、アメリカ合衆国の俳優である。

## 来歴
1962年、ミズーリ州カンザスシティに生まれる。後にデトロイト郊外へ移り、15歳までそこで育った。母親はミュージシャンで、オヘア自身も幼少期は教会のオルガン奏者だった。また、10代の頃は合唱団にも所属しており、舞台に出演した経験もある。1980年にシカゴへ渡りノースウェスタン大学へ進学。
演技派としても知られ、これまでにリチャード・グリーンバーグの『Take Me Out』という舞台劇でトニー賞に輝いているほか、2005年にはブロードウェイミュージカルの『Sweet Charity』にてドラマ・デスク・アワードも授与された。そのほか、スティーヴン・ソンドハイムによるミュージカル『アサシンズ』へ出演して2004年のトニー賞候補にも挙がった。母親譲りの歌唱力を生かして、そのほかにも様々な舞台を踏んでいる。映画においても様々な役柄で出演しており、アレハンドロ・ゴンサレス・イニャリトゥ監督の『21グラム』や、ショーン・ペンが二度目のアカデミー主演男優賞を受賞した『ミルク』、クリント・イーストウッド監督の『チェンジリング』、レオナルド・ディカプリオが主演した『J・エドガー』などがある。2012年に、ニューヨークのパブリック・シアターにおいて、スティーヴン・ソンドハイムのミュージカル『イントゥ・ザ・ウッズ』ではエイミー・アダムスらとも共演した。
テレビドラマへも数多くゲスト出演しており、近年ではFXが制作したホラーシリーズ『アメリカン・ホラー・ストーリー』へ出演。同作品では主人公たちが住む呪われた屋敷の前住人を不気味に演じた。同作品への出演でプライムタイム・エミー賞のミニシリーズ部門で助演男優賞にノミネートされた。同シリーズへはそれぞれ別の役柄で複数のシーズンへも出演している。

### 私生活
私生活ではゲイであることを公表している。

## 出演作品

### 映画
- St. Patrick's Day (1997)
- River Red (1998)
- Saint Maybe (1998) ※テレビ映画
- ギター弾きの恋 Sweet and Lowdown (1999)
- ハムレット Hamlet (2000) ※テレビ映画
- アニバーサリーの夜に The Anniversary Party (2001)
- 21グラム 21 Grams (2003)
- 終わりで始まりの4日間 Garden State (2004)
- すべてはその朝始まった Derailed (2005)
- Once Upon a Mattress (2005) ※テレビ映画
- Stephanie Daley (2006)
- ハーフ・ネルソン Half Nelson (2006)
- ロケット・サイエンス Rocket Science (2007)
- マイティ・ハート/愛と絆 A Mighty Heart (2007)
- Trainwreck: My Life as an Idiot (2007)
- フィクサー Michael Clayton (2007)
- 援助交際ハイスクール The Babysitters (2007)
- アウェイク Awake (2007)
- チャーリー・ウィルソンズ・ウォー Charlie Wilson's War (2007)
- The Tower (2008)
- Pretty Bird (2008)
- ベイビーママ Baby Mama (2008)
- チェンジリング Changeling (2008)
- REC:レック/ザ・クアランティン Quarantine (2008)
- ミルク Milk (2008)
- Maggie Hill (2009)
- Brief Interviews with Hideous Men (2009)
- イングリッシュマン・イン・ニューヨーク An Englishman in New York (2009)
- デュプリシティ 〜スパイは、スパイに嘘をつく〜 Duplicity (2009)
- あなたは私の婿になる The Proposal (2009)
- 復讐捜査線 Edge of Darkness (2010)
- 第九軍団のワシ The Eagle (2011)
- J・エドガー J. Edgar (2011)
- C.O.G. (2013)
- ダラス・バイヤーズクラブ Dallas Buyers Club (2013)
- ジャッジ 裁かれる判事 The Judge (2014)
- ピラミッドの呪い The Pyramid (2014)
- The Town That Dreaded Sundown (2014)
- オレの獲物はビンラディン Army of One (2016)
- モンスターズ 悪魔の復讐 Lizzie (2018)
- レイトナイト 私の素敵なボス Late Night (2019)
- Swallow/スワロウ Swallow (2019)
- ザ・ゴールドフィンチ The Goldfinch (2019)

### テレビドラマ
- インディ・ジョーンズ/若き日の大冒険 The Young Indiana Jones Chronicles (1993)
- ロー&オーダー Law & Order (1993 - 2003)
- New York Undercover (1994)
- The Wright Verdicts (1995)
- Saint Maybe (1998)
- LAW & ORDER:性犯罪特捜班 Law & Order: Special Victims Unit (2000, 2013)
- 100 Centre Street (2001 - 2002)
- ジャスティス Justice (2006)
- CSI:科学捜査班 CSI: Crime Scene Investigation (2007)
- Brothers & Sisters (2007 - 2009)
- LAW & ORDER:犯罪心理捜査班 Law & Order: Criminal Intent (2008)
- Bored to Death (2009)
- グッド・ワイフ The Good Wife (2009 - 2016)
- CSI:マイアミ CSI: Miami (2009 - 2010)
- Dolley Madison (2010)
- トゥルーブラッド True Blood (2010 - 2012)
- アメリカン・ホラー・ストーリー: 呪いの館 American Horror Story (2011)
- アメリカン・ホラー・ストーリー: 魔女団 American Horror Story: Coven (2013 - 2014)
- アメリカン・ホラー・ストーリー: 怪奇劇場 American Horror Storiy: Freak Show (2014 - 2015)
- アメリカン・ホラー・ストーリー: ホテル American Horror Story: Hotel (2015 - 2016)
- THIS IS US/ディス・イズ・アス 36歳、これから (2016)
- アメリカン・ホラー・ストーリー：体験談 American Horror Story: Roanoke (2017)
- ザ・ネバーズ The Nevers (2021-)

### その他
- The American Experience (2007 - 2010) ※ドキュメンタリー
- The Ghosts of Los Angeles (2011) ※短編
- 5,000 Feet Is the Best (2011) ※短編